# Habenaria ernestii
Habenaria ernestii är en orkidéart som beskrevs av Rudolf Schlechter. Habenaria ernestii ingår i släktet Habenaria och familjen orkidéer. Inga underarter finns listade i Catalogue of Life.